# Xavier Gélin
Xavier Gélin (21 de junio de 1946 - 2 de julio de 1999) fue un actor, productor, guionista y director de nacionalidad francesa.

## Biografía
Nacido en París, Francia, sus padres eran Daniel Gélin y Danièle Delorme, y su abuelo el pintor André Girard. Fue medio hermano de Maria Schneider, Manuel Gélin y Fiona Gélin, y tuvo un hijo, Hugo Gélin. 
Estudió en el Liceo Francés de Nueva York, graduándose en 1966.
Como actor trabajó en el teatro y en una veintena de producciones cinematográficas y televisivas, la mayor parte de ellas de carácter dramático. Posteriormente se dedicó a la dirección, siendo ayudante de Yves Robert, Pierre Etaix y Terence Young. Entre 1976 y 1980 participó en producciones de la compañía de Yves Robert y Danièle Delorme, La Guéville, siendo algunas de ellas Un éléphant ça trompe énormément y Nous irons tous au paradis.
Al año siguiente creó su propia productora, Hugo Films, con la cual se rodó, entre otras, Qu'est-ce qui fait courir David ?, de Elie Chouraqui, y La Lectrice, de Michel Deville. Gélin dirigió dos comedias : Coup de jeune (1993)) y L'Homme idéal (1997).
Xavier Gélin falleció en 1999 en París, a causa de un cáncer.

## Filmografía

### Como actor
| - 1967 : Mise à sac, de Alain Cavalier - 1969 : La Maison de campagne, de Jean Girault - 1969 : Le Diable par la queue, de Philippe de Broca - 1970 : L'Ours et la Poupée, de Michel Deville - 1970 : Les Saintes Chéries (serie de TV) - 1971 : Le Juge, de Jean Girault - 1971 : Macédoine, de Jacques Scandelari - 1971 : Tang, de André Michel (serie de TV) - 1971 : Un enfant dans la ville (TV) - 1972 : Ras le bol, de Michel Huisman - 1972 : L'aventure c'est l'aventure, de Claude Lelouch - 1972 : Les Sous-locs (TV) - 1972 : Le Grand Blond avec une chaussure noire, de Yves Robert - 1972 : Absences répétées, de Guy Gilles - 1973 : Je sais rien, mais je dirai tout, de Pierre Richard - 1973 : La ville-bidon, de Jacques Baratier - 1973 : Le Noctambule (TV) - 1973 : Las locas aventuras de Rabbi Jacob, de Gérard Oury - 1973 : Salut l'artiste, de Yves Robert - 1974 : S*P*Y*S, de Irvin Kershner - 1974 : La Gifle, de Claude Pinoteau | - 1974 : Le Retour du grand blond, de Yves Robert - 1976 : Bonjour Paris (serie de TV) - 1977 : Entre chiens et loups (TV), de Patrick Saglio - 1977 : Bergeval père et fils (serie de TV) - 1978 : On peut le dire sans se fâcher, de Roger Coggio - 1978 : Vas-y maman, de Nicole de Buron - 1978 : Une histoire simple, de Claude Sautet - 1979 : Pourquoi Patricia ?, de Guy Jorré - 1980 : Les Filles d'Adam (TV) - 1981 : Signé Furax, de Marc Simenon - 1981 : Les Enquêtes du commissaire Maigret, episodio Le Pendu de Saint-Pholien, de Yves Allégret - 1982 : La Boum 2, de Claude Pinoteau - 1983 : Jeu de quilles (TV) - 1983 : Il faut marier Julie, de Marc Marino (TV) - 1989 : Les cigognes n'en font qu'à leur tête - 1990 : Promotion canapé - 1993 : Coup de jeune, de Xavier Gélin - 1993 : Roulez jeunesse!, de Jacques Fansten - 1993 : Les Amies de ma femme, de Didier van Cauwelaert - 1997 : Abus de méfiance, de Pascal Légitimus |

### Como productor
| - 1982 : Qu'est-ce qui fait courir David ? - 1984 : The Woman in Red - 1984 : Le Jumeau - 1985 : The Man with One Red Shoe - 1985 : Lune de miel - 1987 : Cronaca di una morte annunciata - 1987 : Tant qu'il y aura des femmes - 1990 : Promotion canapé - 1990 : Mister Frost - 1991 : Loulou Graffiti | - 1993 : Coup de jeune - 1993 : Huevos de oro - 1994 : War of the Buttons - 1994 : Madame le proviseur (serie de TV) - 1994 : La teta y la luna - 1995 : When the Dark Man Calls (TV) - 1997 : Abus de méfiance - 1998 : Ça reste entre nous - 1999 : La Route à l'envers (TV) |

### Como guionista
- 1981 : Signé Furax
- 1993 : Coup de jeune
- 1997 : L'Homme idéal

### Como director
- 1993 : Coup de jeune
- 1997 : L'Homme idéal

## Teatro
- 1972 : Le Knack, de Ann Jellicoe, escenografía de Michel Fagadau, Teatro de la Gaîté-Montparnasse
- 1975 : La Sirène de l'oncle Sam, de Neil Simon, escenografía de Emilio Bruzzo, Teatro Fontaine

### Presentador de radio
- 1971 : Programa C'est ma planète, en el que también intervenían Catherine Allégret y Didier Kaminka.